# Graphis dussii
Graphis dussii är en lavart som beskrevs av Vain. Graphis dussii ingår i släktet Graphis och familjen Graphidaceae.   Inga underarter finns listade i Catalogue of Life.